# آن بوني
آن بوني (بالإنجليزية Anne Bonny)هي إحدى قراصنة الكاريبي، وهي امرأة أيرلندية، أبحرت مع طاقم الكابتن جاك راكام وعرفت بالشجاعة والإقدام.

## حياتها قبل القرصنة
ولدت آني في 8 مارس 1702، وهي امرأة أيرلندية، ولدت باسم «آن كورماك»، في مقاطعة كورك كينسالى - أيرلندا، ابنة امرأة خادمة «ماري برينان» وأبوها هو المحامي «ويليام كورماك»، الذي هاجر إلى أمريكا حيث اشترى مزرعة وجمع ثروة.
تزوجت من جيمس بوني الذي كان يسعى للاستيلاء على مزرعة والدها فكان رد والدها أن تبرأ منها. أخذ جيمس آن إلى الباهامس حيت أصبح مخبرا للحاكم. لم يمر وقت طويل حتى كرهت آن زوجها ضعيف الشخصية ووقعت في غرام الكابتن كاليكو جاك المعروف بجاك راكهام) القرصان ذائع الصيت في ذلك الوقت.
كان الإعجاب بين آن والكابتن كاليكو جاك متبادل، حيث كان جاك وسيم الطلعة وكانت آن موهوبة وذات حس ناري كالرجال (ويقال أنها قتلت خادمته بسكين لأنها أغضبتها ولكن لم يؤكد صحة هذه الإشاعة).

## حياتها في القرصنة
في إحدى الليالي تسللت آن مع جاك إلى الميناء وسرقا سفينة بعد أن رفع زوجها القضية إلى الحاكم يطالب فيها بجلد آن وإبقائها مع زوجها الحقيقي، ويقال أن جاك راكام كان قد عرض شراء آن من زوجها.
وفي الشهور التالية حققوا نجاحا كقراصنة، بالاستيلاء على عدة سفن وجمع الغنائم. ولم تكن آن متنكرة بزي رجل كما هو شائع، لكنها قاتلت بشراسة فنالت احترام زملائها.
في أكتوبر 1720 هاجمت سفينتهم سفن الملك حين كان أغلب القراصنة مخمورين ولم يقاتلوا بشجاعة باستثناء آن بوني وماري ريد وقرصان مجهول الهوية، وقد قاتلوا بشراسة واستطاعوا السيطرة على الوضع لمدة قصيرة.

## بعد إلقاء القبض عليها
حكم على جميع القراصنة بالشنق وَأُجِّلَ الحُكم على آن وماري بسبب حملهن، ماتت ماري بعد فترة قصيرة في السجن بسبب الحمى، أما آن فبعد أن وضعت طفلها تمكنت من الهرب، ويقال أنها عادت إلى أبيها الذي سامحها وعاشت حياة جديدة باسم جديد.
كانت أمنية جاك الأخيرة قبل شنقه هي رؤية آن، فقالت له: «لو كنت قاتلت كرجل لما كنت تُشنق ككلب».